# Мейдли, Пол
Пол Эдвард Мейдли (англ. Paul Edward Madeley; 20 сентября 1944 — 23 июля 2018) — английский футболист. Всю свою профессиональную карьеру провёл в клубе «Лидс Юнайтед». Также выступал за национальную сборную Англии. За «Лидс Юнайтед» выступал на разных позициях (защитника, полузащитника, нападающего), из-за чего считался игроком-универсалом.

## Клубная карьера
Уроженец Бистона (Лидс, Западный райдинг Йоркшира, Мейдли начал футбольную карьеру в молодёжной команде «Фарсли Селтик», а в мае 1962 года присоединился к «Лидс Юнайтед». В январе 1964 года дебютировал в основном составе «Лидс Юнайтед», когда из-за травм за йоркширский клуб не смогли сыграть Фредди Гудвин и Джек Чарльтон. К 1966 году Мейдли стал игроком стартового состава «Лидс Юнайтед».
Мейдли был игроком-универсалом: за «Лидс Юнайтед» он играл на всех позициях, за исключением позиции вратаря, и носил футболки с номерами от 2 до 11 включительно. Его умение сыграть на позиции любого полевого игрока часто использовалось главным тренером «Юнайтед» Доном Реви» в тактических целях, но чаще всего Мейдли заменял выбывшего из-за травмы или дисквалификации игрока «Лидс Юнайтед», в основном в линии защиты.
В сезоне 1967/68 Реви выиграл с «Лидсом» Кубок Футбольной лиги, обыграв в финальном матче «Арсенал»; Мейдли в той игре был нападающим (№9). В финале Кубка ярмарок того же сезона Мейдли сыграл на позиции полузащитника (№8) и помог своей команде выиграть этот трофей. В сезоне 1968/69, по итогам которого «Лидс Юнайтед» стал чемпионом Англии, Мейдли провёл за команду 31 матч в лиге. В сезоне 1970/71 «Лидс Юнайтед» вновь выиграл Кубок ярмарок, причём Мейдли выступал на позиции левого вингера (№11) и забил гол в первом финальном матче против «Ювентуса».
В «Лидс Юнайтед» Мейдли часто подменял основного правого защитника Пола Рини. Когда Рини не смог принять участие на чемпионате мира 1970 года в Мексике из-за перелома ноги, главный тренер сборной Англии Альф Рамсей попросил Мейдли заменить выбывшего одноклубника, однако тот «вежливо отказался», заявив, что нуждается в отдыхе после тяжелого клубного сезона.
В апреле 1972 года, когда левый защитник «Лидс Юнайтед» Терри Купер сломал ногу, Мейдли занял его позицию (№3) до конца сезона, в котором его команда дошла до финала Кубка Англии, в котором одержала победу над «Арсеналом».
После того, как летом 1972 года в «Лидс Юнайтед» перешёл левый защитник Тревор Черри, Мейдли стал играть на позиции центрального защитника. В 1973 году он был центральным защитником (№5) в проигранном финале Кубка Англии против «Сандерленда» и в проигранном финале Кубка обладателей кубков УЕФА против «Милана».
В сезоне 1973/74 «Лидс Юнайтед» вновь выиграл чемпионский титул. В 1975 году «Лидс Юнайтед» впервые в своей истории вышел в финал Кубка европейских чемпионов, в котором проиграл «Баварии». Мейдли вновь сыграл в том финале на позиции центрального защитника (№5).
Джимми Армфилд, сменивший Дона Реви на посту главного тренера «Лидс Юнайтед» в 1974 году, написал в автобиографии, что Мейдли однажды продлил контракт с клубом, поставив свою подпись на чистом листе бумаги. На вопрос о согласовании условий контракта Пол ответил, что клуб может самостоятельно заполнить все необходимые детали, так как он не собирается покидать «Лидс Юнайтед» и согласен на любые условия.
В 1977 году «Лидс Юнайтед» организовал в честь Мейдли памятный матч. В 1980 году Пол завершил карьеру игрока, сыграв за клуб 724 официальных матча во всех турнирах.

## Карьера в сборной
15 мая 1971 года дебютировал за национальную сборную Англии в матче против сборной Северной Ирландии на стадионе «Уиндзор Парк» в Белфасте, выйдя на позиции правого крайнего защитника. 
Провёл за сборную 24 матча с 1971 по 1977 год, из них 18 провёл на позиции правого крайнего защитника, 3 — на позиции центрального защитника, 2 — на позиции полузащитника и 1 — на позиции левого крайнего защитника.

## После завершения карьеры игрока
После завершения карьеры футболиста Мейдли управлял магазином спортивных товаров в Лидсе, а также занимался семейным бизнесом в сфере DIY. В 1987 году продал семейный бизнес вместе с братьями за 27 млн фунтов.
В 1992 году перенёс операцию по удалению доброкачественной опухоли мозга. В 2002 году перенёс лёгкий сердечный приступ. В 2004 году у Пола Мейдли была диагностирована болезнь Паркинсона.
В 2009 году Пола Мейдли сыграл британский актёр Крис Мур в фильме «Проклятый «Юнайтед»», который стал адаптацией одноимённого романа Дэвида Писа о неудачном опыте работы Брайана Клафа на посту главного тренера «Лидс Юнайтед» в 1974 году.
Умер 23 июля 2018 года в возрасте 73 лет от последствий болезни Паркинсона.

## Достижения
Лидс Юнайтед
- Высший дивизион чемпионата Англии:
  - Чемпион Англии (2): 1968/69, 1973/74[23]
  - Вице-чемпион Англии: 1964/65, 1965/66, 1969/70, 1970/71, 1971/72[3]
- Второй дивизион чемпионата Англии:
  - Чемпион: 1963/64[18]
- Кубок Англии:
  - Обладатель Кубка Англии: 1971/72[23]
  - Финалист Кубка Англии: 1965, 1970, 1973[3]
- Кубок Футбольной лиги:
  - Обладатель Кубка Футбольной лиги: 1967/68[23]
- Суперкубок Англии:
  - Обладатель: 1969[англ.][24]
- Кубок ярмарок:
  - Обладатель (2): 1967/68, 1970/71[18]
  - Финалист: 1966/67[3]
- Кубок обладателей кубков УЕФА:
  - Финалист: 1973[3]
- Кубок европейских чемпионов:
  - Финалист: 1975[3]

Личные достижения
- Член «команды года» по версии PFA: 1973/74[25], 1974/75[25], 1975/76[26]
- Игрок года в «Лидс Юнайтед»: 1975/76[27]